# 瓦尔特·冯·克林根

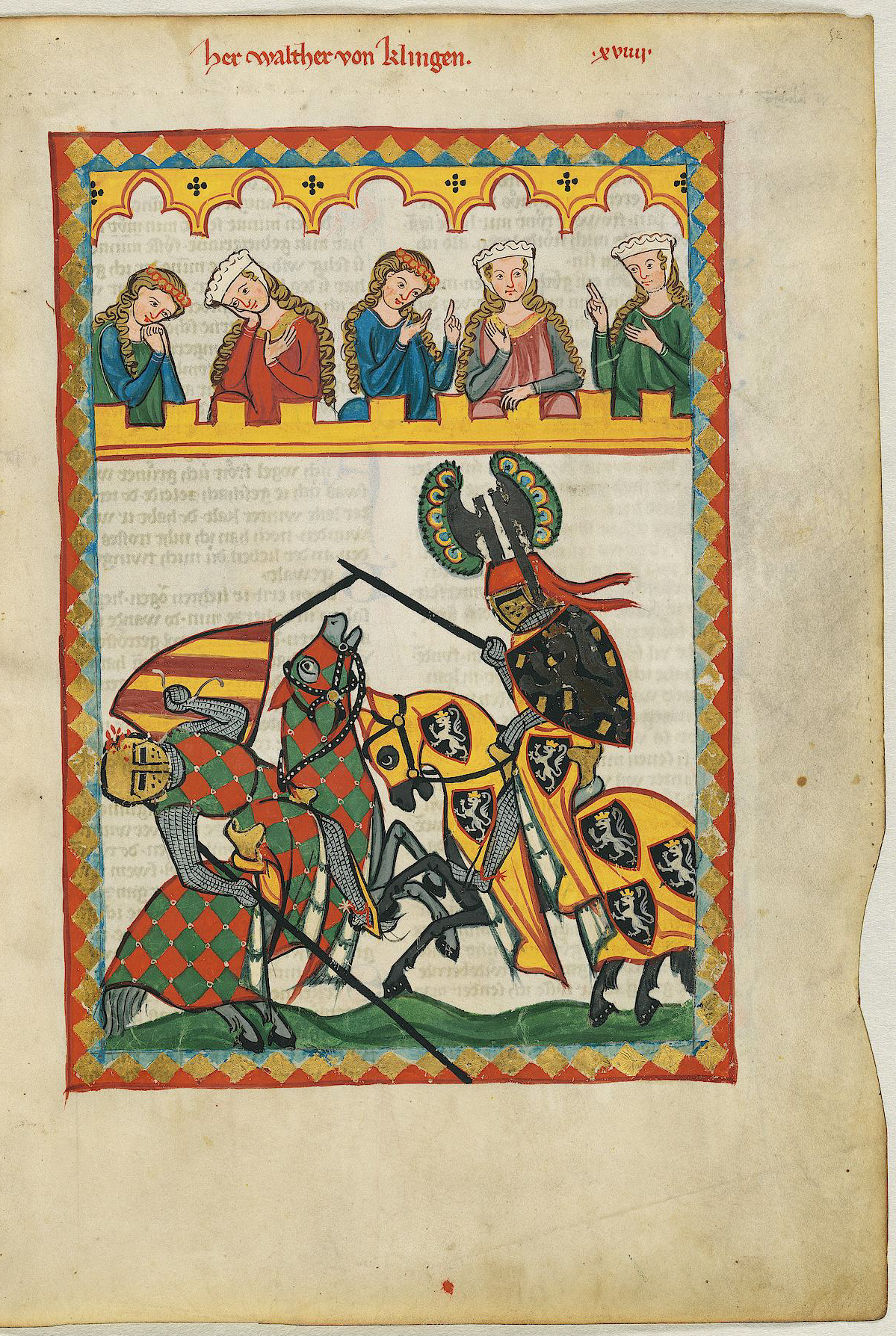
瓦爾特·馮·克林根于馬內塞古抄本中

瓦爾特·冯·克林根（德語：Walther von Klingen，?—1284年3月1日）是一位13世紀德國男性戀歌詩人，出身圖爾高州貴族家庭。他曾捐款並建立了修道院，後又成爲德意志國王魯道夫一世的親密夥伴和支持者。他創作的一些詩歌屬於中古高地德語恋歌傳統風格，並被保存至馬內塞古抄本手稿中。

## 生平
瓦爾特成長于一個古老的圖爾高州家庭，他的父親是克靈瑙的建立者烏爾裏希二世·馮·泰格費爾登，母親名爲伊塔·馮·泰格費爾登。瓦爾特（包括他的父母以及哥哥）首次在一份于1240年出版的文獻中被提及。1249年，瓦爾特與索菲亚·冯·弗洛堡（德語：Sophia von Frohburg）結婚，他們生下了八個孩子，但有三個兒子均已早逝。1250年，即在他父親去世之後，瓦爾特家族的財產被他自己和他的兄弟瓜分，最終這項舉措于1253年的合同中被確立。瓦爾特還繼承了他母親部分財產的所有權。此後他慷慨捐贈這些財產，並使用這些錢于1257年在巴塞尔修建了克林根塔尔修道院，1269年在克靈瑙修建錫安修道院，他的名字因其多次擔任爭端仲裁者或重要合同的見證人而經常出現在許多文件之中。瓦爾特還是德意志國王魯道夫一世的親密夥伴兼支持者。他于1284年3月1日在巴塞尔逝世。
瓦爾特創作的八首詩歌被保存至馬內塞古抄本手稿之中，在一些相應的縮略圖中，瓦爾特常被展示為一位戴著阿爾藤克林紋章的马上枪术比赛的優勝者。瓦爾特的詩歌被描述爲“乏善可陳”，也被認爲是一個“小”詩人。瓦爾特已知的詩歌創作風格是以哀悼、求愛、贊美爲主題的傳統歌曲，并表現出受戈特弗里德·冯·奈芬以及康拉德·馮·維爾兹堡兩位詩人的影響。

### 來源
1. 1 2 3 4  Wilmanns 1882.
2. 1 2 3 4 5 6 7  Schiendorfer 2011.
3. ↑  Bartsch 1886，第80頁.
4. ↑  Bartsch 1886，第81頁.
5. 1 2  Bartsch 1886，第83頁.
6. ↑  Bartsch 1886，第81–82頁.
7. 1 2 3  Garland & Garland 1997.
8. ↑  Bartsch 1886，第82頁.
9. ↑  Bartsch 1886，第83–84頁.
10. ↑  Bartsch 1886，第84頁.
11. ↑  Bartsch 1886，第84–85頁.
12. ↑  Händl 2012.
13. ↑  Bartsch 1886，第85頁.

### 文獻
- Bartsch, Karl. . Frauenfeld, J. Huber. 1886 （德语）.
- Garland, Henry; Garland, Mary. Garland, Henry; Garland, Mary , 编. . Oxford University Press. 1997  [2022-03-14]. ISBN 978-0-19-815896-7. doi:10.1093/acref/9780198158967.001.0001. （原始内容存档于2022-03-14） （英语）.
- Händl, Claudia. . . De Gruyter. 2012  [2022-04-29]. （原始内容存档于2022-03-14） （德语）.
- Schiendorfer, Max. . Historisches Lexikon der Schweiz (HLS). 2011-03-17  [2022-03-14]. （原始内容存档于2022-03-14） （德语）.
- Wilmanns, Wilhelm. .  16. Leipzig: Duncker & Humblot: 189–. 1882.

## 外部連結
- 數碼化再現 （页面存档备份，存于）海德堡大学的馬內塞古抄本